# デビル (2010年の映画)
『デビル』（Devil）は、2010年のアメリカ合衆国のホラー映画。
監督はジョン・エリック・ドゥードル、原案はM・ナイト・シャマラン、出演はクリス・メッシーナとローガン・マーシャル＝グリーンなど。
エレベーターに閉じ込められた男女を待ち受ける惨劇を描いており、アガサ・クリスティの『そして誰もいなくなった』が元になっている。
日本語タイトルが同名の1997年の映画（原題『The Devil's Own』）が存在するが、別の作品である。

## ストーリー
ある日、一人の男性が高層ビルから転落死した。ちょうどその頃、5人の男女がそのビルのエレベーターに偶然に乗り合わせていた。だが、そのエレベーターが急停止し、外への連絡ができなくなる。そして、エレベーター内の照明が消え、再び灯りが点いた時、若い女性の背中が何者かによって斬りつけられていることが判明。5人はこのエレベーター内に犯人がいると疑心暗鬼になる。再び停電になると、今度はセールスマン風の男が死亡していた。4人は恐怖に怯える。一方、防犯カメラで一部始終を見ていた警備員は、警察に連絡し、事態の収束に当たろうとしていた。
エレベーターの修理に向かった整備担当者が謎の転落死を遂げ、消防らによる救出活動が難航する中、現場にやって来たボーデン刑事らがモニターを通して見守る前で、次々とエレベーター内の人々が死んで行く。一方、警察の調査により、エレベーター内の男女5人のうち、4人に犯罪歴のあることが判明する。
唯一身元の分からない男だけが生き残り、彼こそが事件の真犯人かと思われた矢先、彼の婚約者と名乗る女性が現れ、彼の身元が明らかになる。彼の名前はジェンコウスキー (Janekowski) であり、エレベーター内で殺された老女の名前と思われていたジェーン・コウスキー (Jane Kowski) こそが彼の名前であることが分かる。一方、エレベーター内では、殺されたはずの老女が突然生き返り、ジェンコウスキーに迫る。彼女は老女に姿を変えた悪魔であり、罪を犯した者たちを集めて殺していたのだ。そしてジェンコウスキーについては、彼の婚約者が見ている前で殺そうとしていたのだ。ジェンコウスキーは過去に犯した罪を告白する。それは5年前に起こしたひき逃げ事件であり、その被害者はボーデン刑事の妻子だった。過去の罪を悔い、深く反省する姿を見せたジェンコウスキーに対し、悪魔は殺すのをやめると告げる。ボーデン刑事らは一部始終を黙って見守る。
レスキューらによってようやくエレベーターの扉が開けられる。しかし、そこに老女の姿はなかった。唯一の生存者であるジェンコウスキーをボーデン刑事が自らの運転で護送する。そしてジェンコウスキーに対して罪を許すと告げる。

## キャスト
ボーデン刑事 (Detective Bowden)
演 - クリス・メッシーナ、日本語吹替 - 檀臣幸
フィラデルフィア市警殺人課刑事。リハビリを経て、最近になって職場復帰した。
5年前に妻子をひき逃げ事件で亡くし、アルコール使用障害になっていた。
トニー・ジェンコウスキー (Tony Janekowski)
演 - ローガン・マーシャル＝グリーン、日本語吹替 - 宮内敦士
エレベーターに閉じ込められた整備工。元海兵隊員。
ヴィンス・マコーミック (Vince McCormick)
演 - ジェフリー・エアンド、日本語吹替 - 小森創介
エレベーターに閉じ込められたセールスマン。
サラ・キャラウェイ (Sarah Caraway)
演 - ボヤナ・ノヴァコヴィッチ、日本語吹替 - 斎藤恵理
エレベーターに閉じ込められた若い女。
ジェーン・コウスキー (Jane Kowski)
演 - ジェニー・オハラ、日本語吹替 - 沢田敏子
エレベーターに閉じ込められた老女。
ベン・ラーソン (Ben Larson)
演 - ボキーム・ウッドバイン、日本語吹替 - 江川央生
エレベーターに閉じ込められた新米警備員。派遣。閉所恐怖症。
ラミレス (Ramirez)
演 - ジェイコブ・バルガス、日本語吹替 - 石上裕一
モニタ監視中の警備員。信心深い。
ラスティグ (Lustig)
演 - マット・クレイヴン
モニタ監視中の警備員。ラミレスの上司。
マーコウィッツ刑事 (Detective Markowitz)
演 - ジョシュア・ピース
ボーデン刑事の同僚。
ドワイト (Dwight)
演 - ジョー・コブデン
ビルの整備担当。エレベーターの修理に向かう途中で転落死する。

## 作品の評価
Rotten Tomatoesによれば、批評家の一致した見解は「M・ナイト・シャマランが関わってきた他の映画の多くよりは良いが、『デビル』はその悪魔的に期待できる設定にもかかわらず、低予算のスリルがいくつかあるだけである。」であり、99件の評論のうち高評価は49%にあたる49件で、平均点は10点満点中5.2点となっている。
Metacriticによれば、14件の評論のうち、高評価は2件、賛否混在は8件、低評価は4件で、平均点は100点満点中44点となっている。